# Double fusillade de Rotterdam

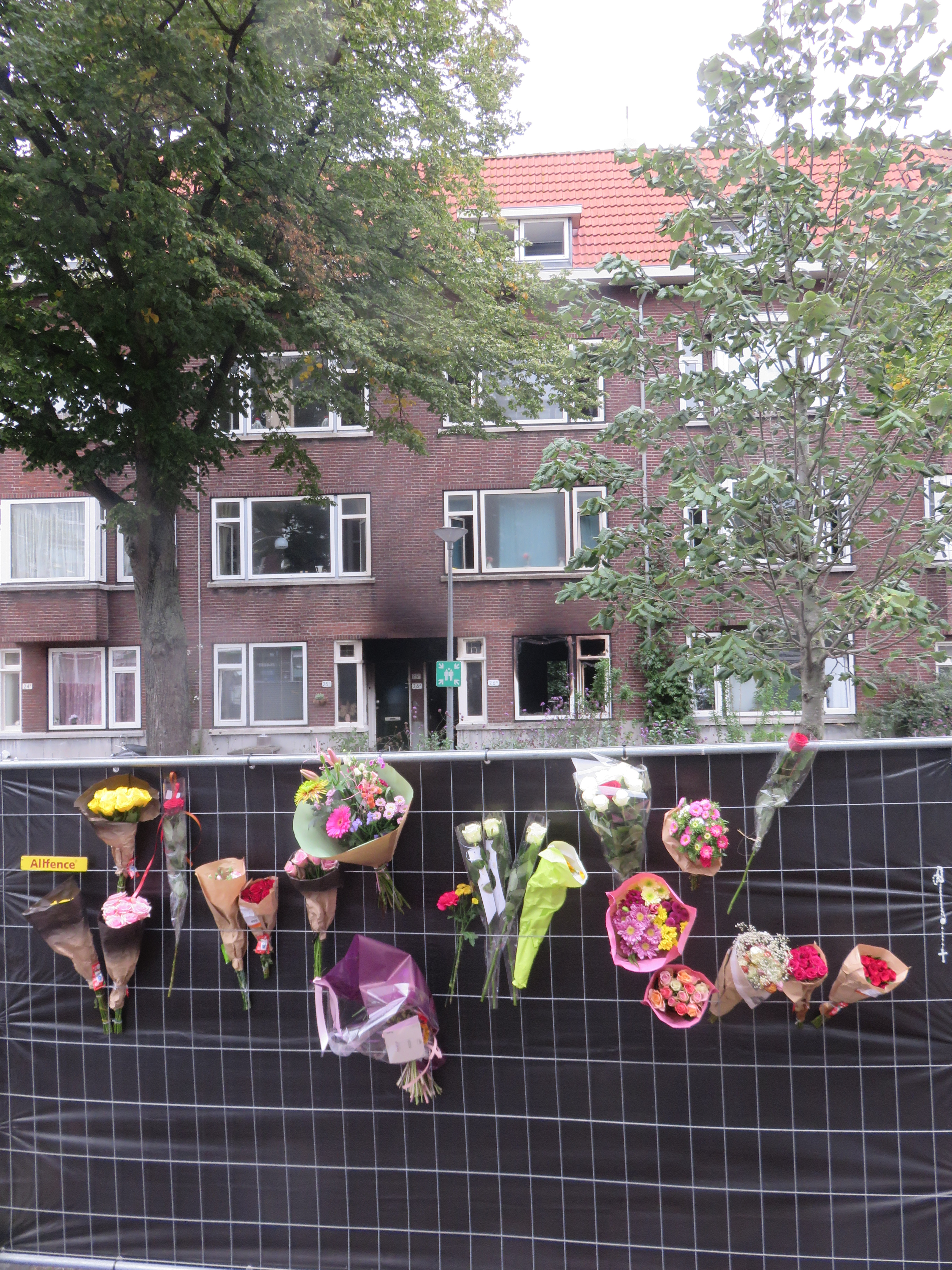
Heiman Dullaertplein, R'dam 29.09.2023

La double fusillade de Rotterdam, aux Pays-Bas, s'est produite le 28 septembre 2023. La première fusillade vise une résidence sur la Heiman Dullaertplein et fait deux victimes (une mère et sa fille) tandis que la seconde vise le centre médical Érasme et fait une victime (un professeur d'université, abattu dans sa salle de cours). Chacune des deux attaques est accompagnée d'incendies criminels provoqués par des cocktails Molotov.
L'auteur des fusillades est arrêté le jour même par la police.

## Déroulement
Le début des fusillades remonte aux alentours de 14 h 10 (UTC+2), heure à laquelle la région de sécurité de Rotterdam-Rijnmond (nl) est avertie d'un incendie et d'explosions au 25, Heiman Dullaertplein, dans le quartier de Delfshaven à Rotterdam,. On pense que les bruits d'explosions signalés correspondent en réalité à ceux des coups de feu tirés dans l'immeuble.
Vers 14 h 25, la police reçoit des informations faisant état d'une fusillade au centre médical Erasme situé non loin. L'attaque a lieu dans un bâtiment situé sur la Rochussenstraat (nl), qui sert de centre d'enseignement pour les étudiants en médecine. Comme lors de la première attaque, le tireur met le feu au bâtiment,.
Vers 15 h 30, l'homme suspecté d'être l'auteur des deux attaques est arrêté en possession d'un gilet pare-balles et d'un pistolet au niveau de l'héliport de l'hôpital,.

## Victimes
Les victimes de la première fusillade sont Marlous Timmers, 39 ans, et sa fille Romy, 14 ans. Cette dernière, grièvement blessée par balle au visage, ne décède pas au 25, Heiman Dullaertplein, mais à l'hôpital dans la soirée.
L'unique victime de la seconde fusillade est Jurgen Damen, 43 ans, médecin généraliste et professeur au centre médical Erasme, assassiné dans sa classe,.

## Auteur
Un homme de 32 ans a été arrêté après la fusillade sous l'héliport de l'hôpital.
Étudiant en médecine, le suspect présentait un comportement « inquiétant » et « psychotique ». Il avait été auparavant reconnu coupable de cruauté envers les animaux après avoir maltraité son lapin de compagnie. Son téléphone portable contenait des photos de personnes poignardées ainsi que de la propagande d'extrême droite.